# Pojezd parní lokomotivy
Pojezd parní lokomotivy zajišťuje její pohyb po kolejích a jsou na něm připevněny všechny ostatní části lokomotivy.

## Popis pojezdu
Pojezd je tvořen rámem (lidově někdy frémou), dvojkolími s vypružením a ložisky, narážedly a tahadly.
Dvojkolí mají osy uloženy v ložiskových domcích, které jsou upevněny v kluzátcích rámu tak, aby se mohla pohybovat ve vertikálním směru. Ložiska mohou být kluzná i valivá. Všechna dvojkolí jsou vypružena, obvykle listovými pružinami. Vypružení jednotlivých dvojkolí je propojeno systémem vahadel.

### Části pojezdem nesené
Na rámu je připevněn kotel – vpředu pevně, vzadu na kluzných ložiscích, aby byla možná jeho dilatace při zahřívání a vychládání. Vpředu je k rámu ještě připevněn parní stroj a vzadu budka strojvedoucího. V případě tendrových lokomotiv je na rámu také tendr.

## Odpružení
Odpružení podvozku zajišťuje rovnoměrné rozložení váhy lokomotivy na koleje, a to i v místech nerovností. Pro parní lokomotivy se využívaly téměř výhradně listové pružnice, které díky tření mezi jednotlivými listy plní i funkci tlumiče. 
Jednotlivé pružnice nebyly obvykle připojeny přímo k rámu, ale byly pomocí systému třmenů a vahadel vzájemně spojeny. Soustava provahadlovaných pružnic může být teoreticky nahrazena jedním odpruženým bodem. Podle počtu těchto bodů hovoříme o 3-bodovém, 4-bodovém nebo vícebodovém uložení rámu. Vypružení lokomotivy má přímý vliv na bezpečnost proti vykolejení, zejména při výjezdu z převýšeného oblouku, kdy je vlivem geometrie koleje vodící kolo odlehčeno.

## Průjezd lokomotivy obloukem
Velkým konstrukčním problémem bylo vyřešení průjezdu vícenápravových parních lokomotiv oblouky. Tento problém byl zapříčiněn několika protichůdnými technickými omezeními:
- omezené maximální možné zatížení na nápravu (nápravový tlak), dané konstrukcí železničního svršku a železničními mosty.
- požadavek co nejvyšší adhezní hmotnosti lokomotiv (řešený zvyšováním počtu hnaných náprav)
- nutnost rovnoběžných náprav hnacích dvojkolí při obvyklém přenosu výkonu mezi dvojkolími spojnicemi.
- rostoucí hmotnost konstrukce parní lokomotivy (zvláště kotle a tendru) s rostoucím výkonem
- nutnost dobrého dynamického chování lokomotivy při nájezdu do oblouků a výjezdu z nich
- požadavek na dobrou stabilitu chodu při vyšších rychlostech

U prvních, málo výkonných, dvou- a třínápravových lokomotiv tyto problémy takřka neexistovaly. S rostoucími výkony lokomotiv ale vyvstala nutnost je řešit. V konstrukci většiny lokomotiv se uplatnily tyto prvky:
- Běžná dvojkolí
- Příčný posuv spřažených dvojkolí
- Zeslabení okolků
- Dělený pojezd

Kromě toho vznikly různé speciální konstrukce, o nichž bude také zmínka. 

### Běžná dvojkolí
Běžná dvojkolí snižují opotřebení kolejnic a spřažených dvojkolí lokomotivy v obloucích tím, že navedou rám lokomotivy do oblouku. Oproti spřaženým dvojkolím mají mnohem menší úhel náběhu (úhel mezi tečnou oblouku v místě styku kola s kolejnicí a podélnou osou dvojkolí), což má příznivý vliv i na bezpečnost proti vykolejení. Kromě toho mají příznivý vliv na klidný chod lokomotivy a umožňují použití výkonnějších, tedy i těžších kotlů a u tendrových lokomotiv i zvýšení zásob paliva i vody. 
Nejběžnější konstrukce běžných dvojkolí:

#### Adamsův běhoun

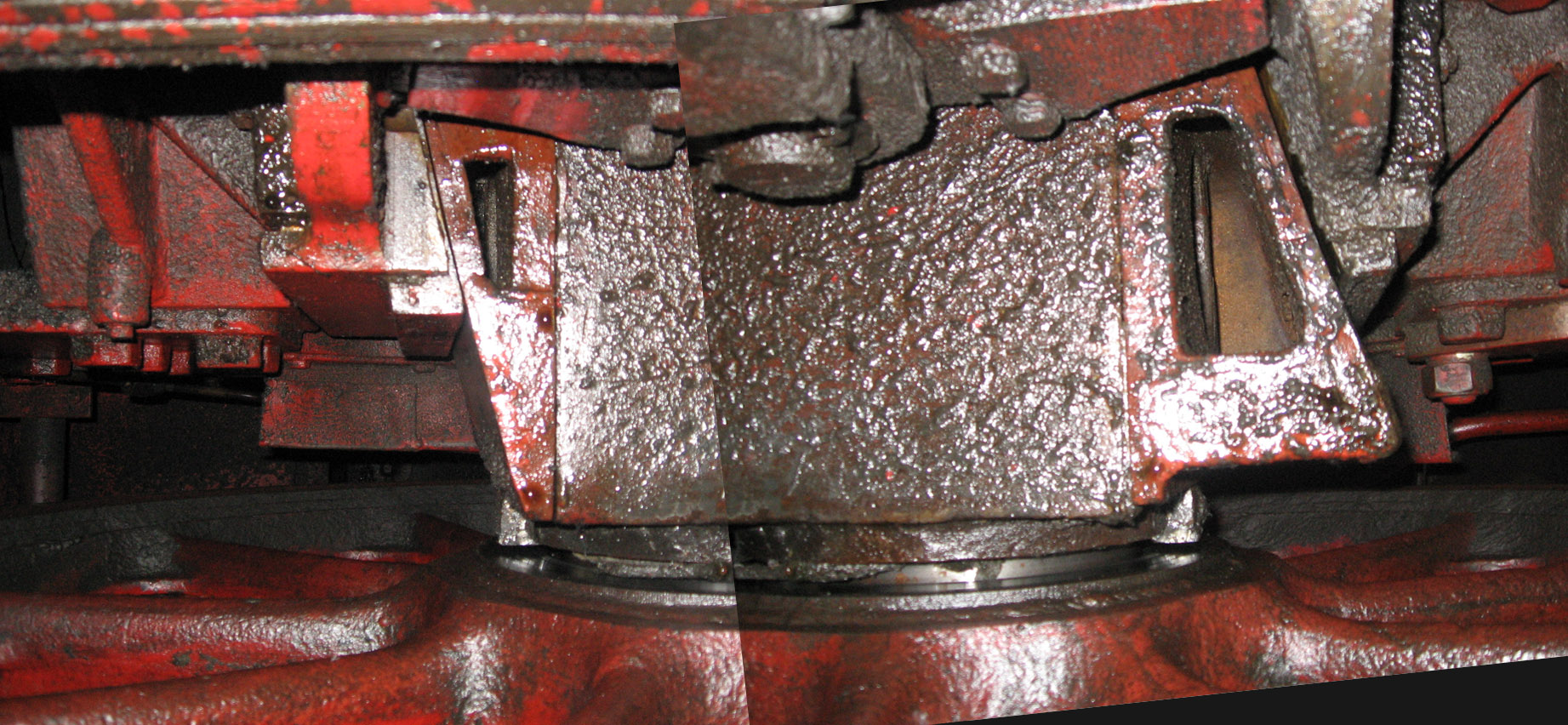
Adamsův běhoun na ř. 03 DR

Adamsův běhoun se při příčném posuvu natáčí. Je toho dosaženo šikmo posuvným uložením ložiskových skříní. Může být opatřen vratnými pružinami.

#### Bisselův podvozek
Bisselův podvozek je jednonápravový podvozek s dvojkolím vedeným ojí upevněnou před krajní spřaženou nápravou a případně vratnými pružinami. Existoval i ve dvounápravové variantě. 
Poznámka na okraj: Bisselův podvozek používají prakticky všechny modelové parní lokomotivy.

#### Krauss-Helmholtzův podvozek
U Krauss-Helmholtzova podvozku se jedná o kombinaci vodícího podvozku a posuvné nápravy. Na čele lokomotivy je jednonápravový běhoun, propojený pákou s první příčně posuvnou spřaženou nápravou. Páka má otočný čep blíže ke spřažené nápravě. Pokud se běhoun vychýlí jedním směrem, odtlačí nápravu na opačnou stranu. Tato dvojice pak funguje podobně jako vodicí podvozek a zlepšuje nájezdy do oblouků. Těmito podvozky byla opatřena např. řada 64 DR – u ČSD 365.4, takže vzniklo vozidlo bez pevného rozvoru.

#### Podvozek Schwartzkopff-Eckhardt
Podvozek Schwartzkopff-Eckhardt je vylepšená varianta předcházejícího podvozku pro pětispřežní lokomotivy ř. 84 DR pro podkrušnohorské tratě. Páka nebyla uchycena na první spřaženou nápravu, ale na druhou, a další páka spojovala první a druhou spřaženou nápravu. Jelikož toto bylo i z druhé strany, lokomotiva opět neměla pevný rozvor a byla schopná projíždět oblouky o poloměru 85 m – říkalo se jí Gummilok.

#### Vodicí podvozek

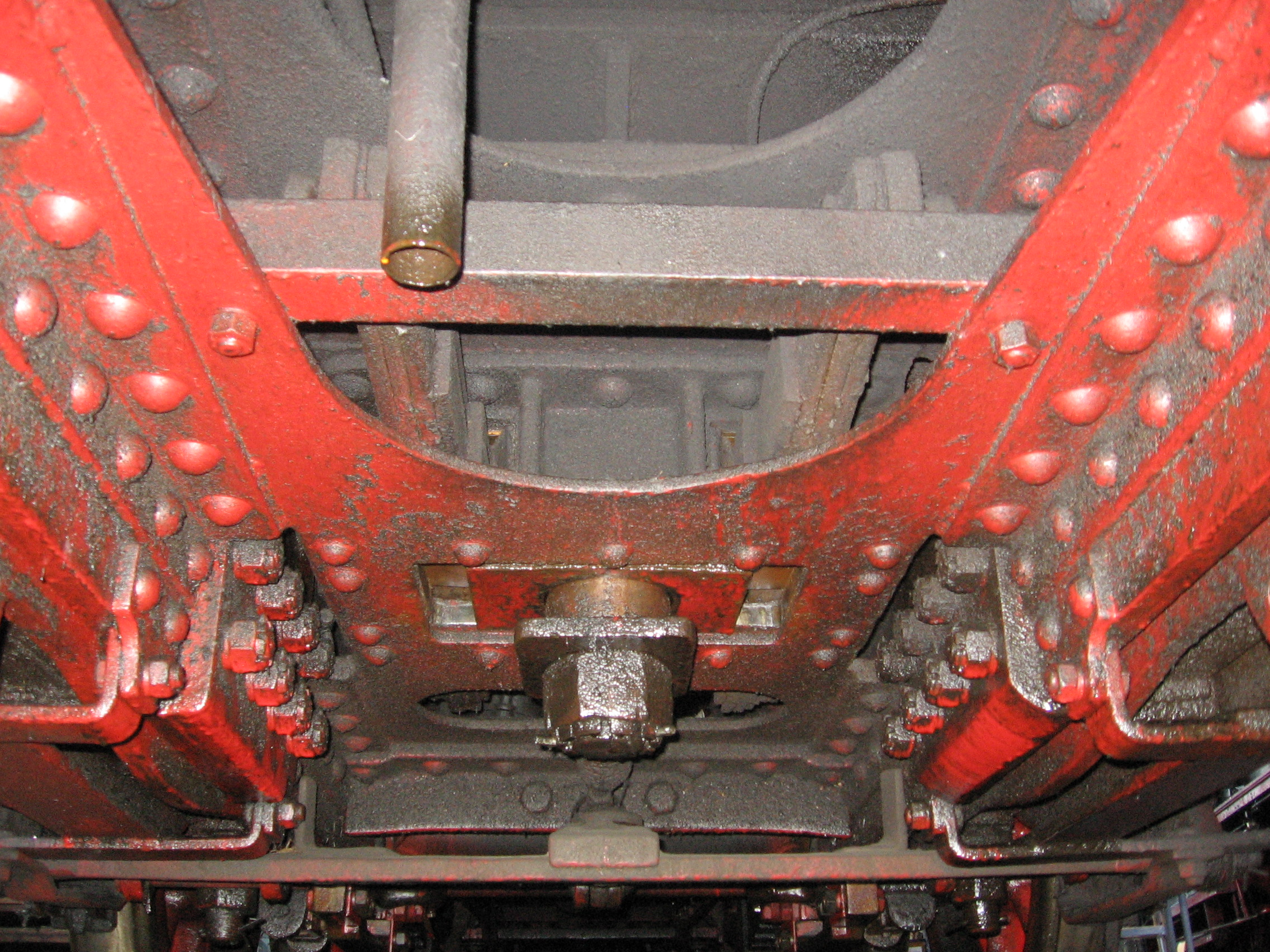
Rám předního podvozku ř. 03 DR. Otočný čep prochází tzv. kostkou, která je vůči rámu podvozku příčně posuvná. Ve střední poloze je držena dvěma proti sobě působícími listovými pružnicemi, jejichž konce jsou patrné v horní části snímku

Vodicí, obvykle dvounápravový podvozek, není hnaný, ale pouze nese část hmotnosti lokomotivy. V rámu je příčně posuvný a zajištěný pružinami. V obloucích výrazně zlepšuje dynamické vlastnosti lokomotivy, protože při nájezdu do oblouku postupně každé kolo zvlášť přenese přes pružiny boční síly na rám. Vodicí podvozek také díky svému bočnímu pohybu neprodlužuje pevnou délku lokomotivy. Toto osvědčené řešení bylo užito u většiny rychlíkových lokomotiv.

### Příčně posuvná dvojkolí
Některá ze spřažených dvojkolí (obvykle první a poslední) se u některých vícespřežních lokomotiv konstruovala jako posuvná. Mohla se o několik milimetrů až centimetrů posouvat do stran a tím umožnila, aby se lokomotiva „vešla“ do oblouku. Průkopníkem tohoto řešení byl rakouský inženýr a konstruktér Karl Gölsdorf. Jako posuvná nikdy nebyla použita hnací dvojkolí (ta, k nimž je připevněna ojnice). Vzhledem k charakteru přenášených sil by to bylo z technického hlediska nebezpečné. Ta bývala opatřena zeslabenými okolky.

### Dělený pojezd

#### Malletova konstrukce

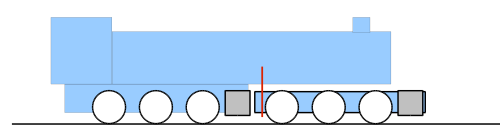
Schéma Malletovy konstrukce

Malletova konstrukce pojezdu spočívá v jeho rozdělení na dvě části. Polovina hnaných náprav je pevně umístěna v zadní části rámu a druhá polovina s vlastním parním strojem je na samostatném podvozku v přední části. Nevýhodou je složitost - místo jednoho parního stroje jsou dva, je třeba řešit přestup páry do pohyblivého podvozku. Výhodou jsou výborné dynamické vlastnosti a schopnost projíždět i velmi ostré oblouky. Tato konstrukce se v Evropě uplatnila u některých úzkokolejných a horských tratí, v USA byla využita ke stavbě největších lokomotiv na světě. Pravé malletky jsou sdružené s vysokotlakými válci v rámu a nízkotlakými v podvozku, ale existovaly i s jednoduchou expanzí.

#### Systém Garratt

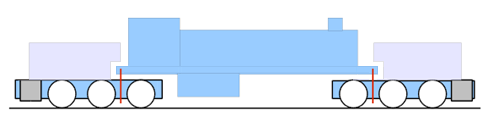
Schéma Garrattovy konstrukce

Konstrukce lokomotiv Garratt je spojena se jménem Herbert William Garratt inženýra a přejímače železnic Nového Jižního Walesu u firmy Beyer, Peacock & Co. Ltd. z Manchesteru. Lokomotivy této konstrukce mají dva kompletní samostatné pojezdy s parními stroji, mezi nimiž je na otočných čepech umístěn rám s kotlem a budkou. Přímo na obou pojezdech jsou zásobníky vody a paliva. Tato konstrukce umožňuje stavbu velmi výkonných lokomotiv s dostatečnými zásobami provozních hmot. Lokomotivy této zvláštní konstrukce dodnes jezdí v Jižní Africe a ve Walesu. Rozšířené byly i ve Španělsku.

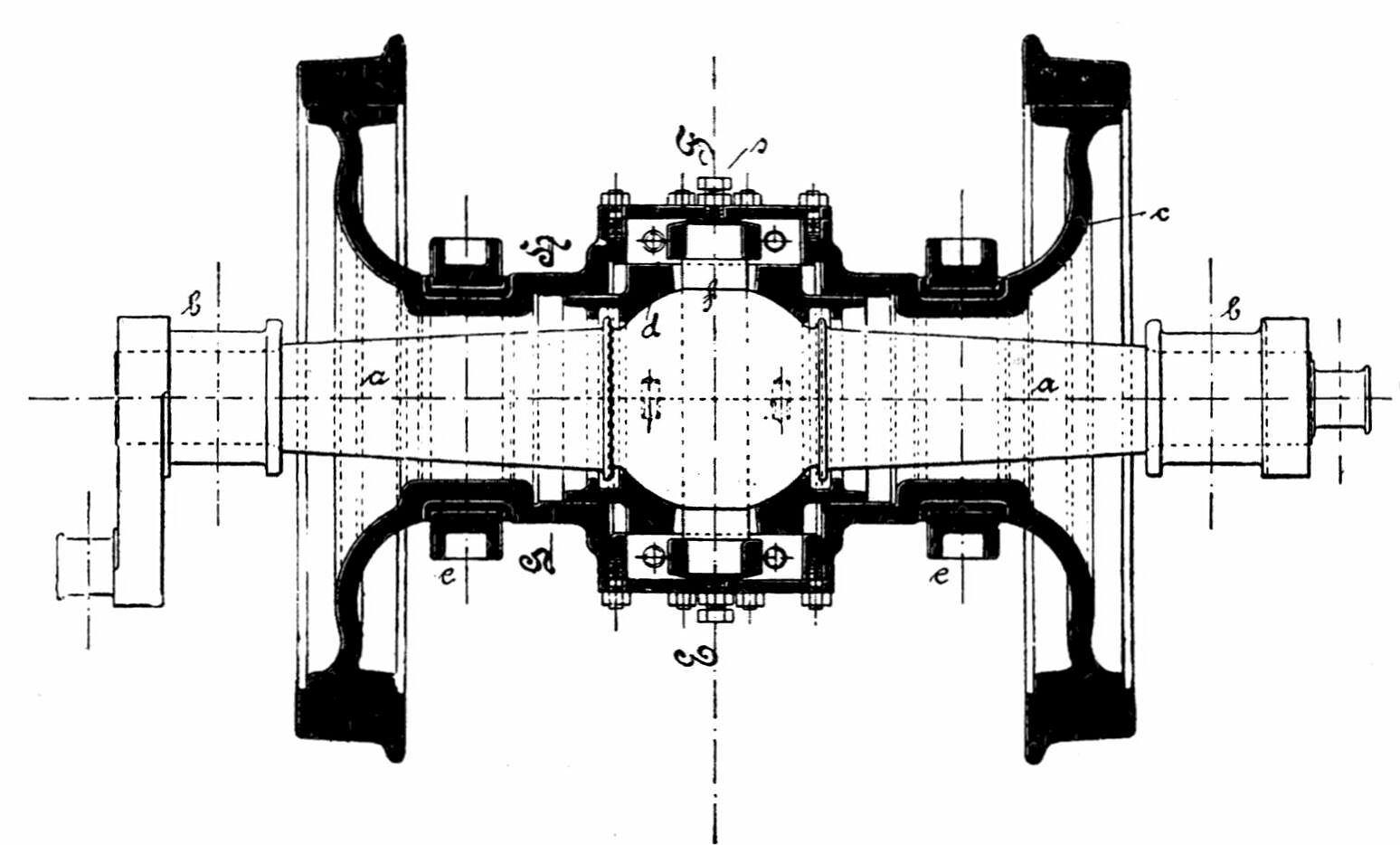
Řez rejdovnou spřaženou nápravou typu Klien-Lindner

### Méně rozšířené konstrukce

#### Klien-Lindnerovy nápravy
Vyznačují se speciální konstrukcí krajních (první a poslední) náprav. Každá z nich je složena ze dvou souosých samostatných náprav - vnější duté s koly a vnitřní s klikami. Obě nápravy jsou uprostřed spojeny kloubem v podobě koule s ozubením na obvodu, kolem něhož se může vnější náprava natáčet. Lokomotivy této konstrukce používají vnější rám. Konstrukce je složitá a provozně náročná, takže byla použita jen u několika řad úzkokolejných lokomotiv, například v Německu nebo Rumunsku.

#### Fairlie

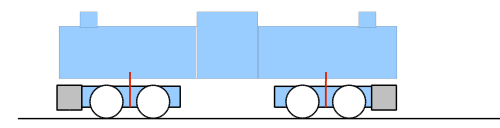
Fairlie konstrukce

Lokomotivy Fairlie vypadají jako dvě lokomotivy spojené budkami k sobě. Jsou opatřeny dvěma hnacími otočnými podvozky. Kotel prochází budkou, vodní a parní prostor je propojený, avšak topeniště jsou oddělena přepážkou. Obsluha nemá příliš prostoru. Lokomotivy této konstrukce byly vyvinuty v roce 1864 pro velšskou úzkorozchodnou dráhu Ffestiniog railway, kde jezdí dosud. 

#### Meyer

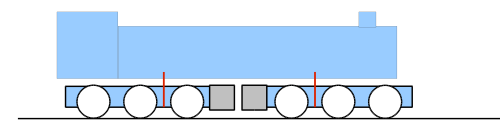
Meyerova konstrukce

Lokomotivy Meyerovy konstrukce jsou velmi podobné Malletově konstrukci, avšak s oběma podvozky otočnými. V provozu dodnes na Pressnitztalbahn (nedaleko Vejprt).

#### Crampton

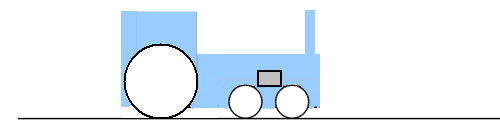
Cramptonova konstrukce

Lokomotivy Crampton pocházely ze 40. let 19. století. Vyznačovaly se jediným hnacím dvojkolím obřích rozměrů – přes 2 m – a nízko položeným kotlem na několika běžných dvojkolích. Dosahovaly tehdy neuvěřitelné rychlosti 120 km/h. I přes omezenou tažnou sílu byly oblíbené a v provozu se ve Francii a Německu udržely až do přelomu 19. a 20. století.

#### Systém Shay

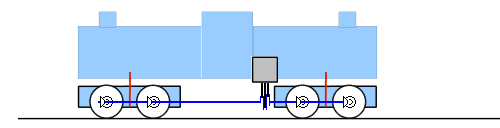
Shay konstrukce

Tento systém opustil tradiční přenos síly spojnicemi. Podél celé lokomotivy jsou z jedné strany umístěny Kardanovy hřídele, které pohánějí kuželovými převody jednotlivé nápravy. V jednom místě je hřídel poháněn parním strojem, obvykle trojválcovým. Kotel pak bývá kvůli vyvážení vyosen k druhému boku.
Tato zvláštní konstrukce byla oblíbená na lesních drahách a některých horských tratích obou Amerik.

#### Heisler
Lokomotiva podobné konstrukce, jako u systému Shay, avšak válce jsou umístěny po obou stranách kotle do V a kardanův hřídel je v ose lokomotivy.

#### Climax
Taktéž lokomotiva s podvozky poháněnými přes kardan, avšak parní válce umístěné po stranách kotle pohánějí jalový hřídel, od toho jsou pomocí převodů a kardanů poháněna dvojkolí v podvozcích.